# Mohai Tamás (színművész)
Mohai Tamás (Budapest, 1988. május 31. –) magyar színész.

## Élete
Veresegyházon nőtt fel. Általános iskolai tanulmányait a Fabriczius József Általános Iskolában végezte. A budapesti Vörösmarty Mihály Gimnázium drámatagozatán érettségizett. 2010-ben végzett a Színház- és Filmművészeti Egyetemen ahol 2006–2010 között tanult. Gyakorlatát az Örkény Színházban töltötte. 2010–2013 között a KoMa társulatában dolgozott, majd 2013–2016 között a Thália Színház tagja volt. 2016-tól szabadúszó.

## Fontosabb színházi szerepei
- William Shakespeare: Athéni Timon... Szenátorok; Urak; Szolgák; Kurvák
- Anton Pavlovics Csehov: Cseresznyéskert... Trofimov
- Molière Heinrich von Kleist: Amphitryon... Sosias
- Bertolt Brecht: Baal... Johannes; Lelkész
- Alberto Moravia - Viktor Vlagyimirovics Jerofejev - Camilo José Cela: Férfivallomások... szereplő
- Tennessee Williams: A kétszereplős darab... Felice
- Sławomir Mrożek: Sławomir Mrożek nyomdokaiban...Próféták... Menyhért, aki pont az egyik király a háromból
- Molnár Ferenc: Az üvegcipő... Császár Pál
- Molnár Ferenc: A Pál utcai fiúk... Kis Pásztor
- Sarkadi Imre - Ivánka Csaba: Kőműves Kelemen... Kőműves
- Csukás István: Süsü, a sárkány... Menő Manó
- Bereményi Géza: Kincsem... Festetics gróf
- Garaczi László: A 10. gén... szereplő
- Németh Ákos: Júlia és a hadnagya... Fiú
- Hamvai Kornél: Harmadik figyelmeztetés... Mentős II.
- Olt Tamás: Minden kezdet nehéz, hát még a versenyzongora... Viktor
- Dömötör Tamás: Kihallgatás?... Fiatalember
- Tóth Réka Ágnes: Így viszik át - Nyáry Krisztián alapján... szereplő
- Dr. Sivián Anna, azaz Vinnai András: Azaz... szereplő
- Gianina Cărbunariu: Stop the Tempo!... Rolando
- Ludvig Holberg: A goborló (Erasmus Montanus)... Gáspár, Ispány
- Georges Feydeau: A hülyéje... Jean; Victor
- Agatha Christie: Az egérfogó... Trotter rendőr őrmester
- Ljudmila Jevgenyjevna Ulickaja: Odaadó hívetek, Surik... Surik Korn
- Robert de Flers - Gaston Arman de Caillavet: Két szék között... Georges
- Ivan Kušan: A balkáni kobra... Adam Zsazsics, rendőrtizedes
- Szirmai Melinda - Fekete Fruzsina: Oszd meg... Bence
- Marguerite Duras - Vörös Róbert: Nyáron, este fél tizenegykor... szereplő
- Romain Gary (Émile Ajar): Salamon király szorong... szereplő
- Kovács Kristóf: Az utolsó roma... szereplő
- Góczán Judit - Dicső Dániel - Romain Gary: Salamon király szorong... szereplő
- Chloe Moss: Mr. Pöpec... Luke
- Ivanyos Ambrus: Lángolj!... szereplő
- Deilephila... szereplő
- Szuper Irma... szereplő
- Marica grófnő... szereplő (próza)
- Tiszántúli Emanuelle... szereplő
- Café Brasil... szereplő
- Jörg Hilbert: Rozsda lovag és a kísértet... Rozsda Lovag
- Jörg Hilbert: Rozsda Lovag és Fránya Frida... Rozsda Lovag
- Örkény Istvánː Tóték... A postás
- Ray Cooney - Tony Hiltonː 1x3 néha négy... Billy Hickory Wood

## Filmek, tévéfilmek
- Munkaügyek (2012) – Gábor atya
- Szabadság – Különjárat (2013) – Banovich
- Társasjáték (2013) – Pincér
- Senki szigete (2014)
- Két szék között – Georges Boullains (2015)
- Hetedik alabárdos (2017) – Majdnem Ádám
- Budapest Noir (2017) – Pincér
- Csak színház és más semmi (2018) – Karsai Samu
- Vándorszínészek (2018) – Fekete
- Drága örökösök (2019–2020)[5] – Kasztner Tamás
- Most van most (2019) – Petya
- Drága örökösök – A visszatérés (2022–2024) – Kasztner Tamás

## Díjai, elismerései
- Bujtor István-díj (2020)